# Juanlu (calciatore 1980)
Juan Luis Gómez López, meglio noto come Juanlu (Malaga, 8 maggio 1980), è un ex calciatore spagnolo, di ruolo centrocampista.